# Laila Ali
Laila Ali (Miami Beach, 30 dicembre 1977) è un'ex pugile statunitense e personalità televisiva. Ha gareggiato dal 1999 al 2007. Durante la sua carriera, dalla quale si è ritirata imbattuta, ha vinto 24 incontri di cui 21 per K.O. e ha detenuto i titoli femminili super medi WBC, WIBA, IWBF e IBA e il titolo dei pesi massimi leggeri IWBF. Ali è ampiamente considerata da molti nello sport come una delle più grandi pugili di tutti i tempi. È la figlia del celebre pugile Muhammad Ali.

## Biografia
Laila Amaria Ali è nata il 30 dicembre 1977 a Miami Beach, in Florida, figlia del pugile Muhammad Ali e della sua terza moglie, Veronica Porché.  È cresciuta come musulmana, ma in seguito ha lasciato l'Islam nonostante l'iniziale disapprovazione del padre. Ali era una manicure all'età di 16 anni. Si è diplomata al Santa Monica College della California. Possedeva un salone di bellezza prima di iniziare la boxe. Secondo Laila, suo padre si è opposto alla decisione di diventare un pugile a causa della sua fede musulmana; in un'intervista ha detto: "Mio padre prima di tutto, non credeva che le donne dovessero fare boxe. Mio padre era musulmano, io no. In un certo senso era un po' maschilista".

## Attività televisiva
Nel 2000, Ali ha interpretato se stessa in un episodio di The Jersey intitolato "Bat Girl" in cui Morgan Hudson (interpretata da Courtnee Draper) si rivolge a lei per avere una prospettiva un po' più ampia mentre apprende il vero significato di potere femminile. Nel 2002, è apparsa come se stessa nelle sitcom UPN One on One e Girlfriends. All'inizio del 2002, Ali è apparsa in un ruolo di pugile per il video musicale " Deny " del gruppo hard rock canadese Default. Il video è stato trasmesso su canali musicali tra cui MTV2 e MMUSA. Nel 2004, Ali è apparsa nello show di George Lopez, dove possedeva una palestra, così come in Real Husbands of Hollywood.
A metà del 2007, Ali ha partecipato alla quarta stagione della versione americana del programma televisivo Dancing with the Stars; non aveva precedenti esperienze di ballo. Lei e il suo compagno di ballo professionista, Maksim Chmerkovskiy, sono stati ampiamente elogiati dai giudici, ricevendo il primo "10" dal giudice Len Goodman per la loro rumba. Sono arrivati al terzo posto nella competizione, perdendo contro Apolo Anton Ohno (con Julianne Hough) e Joey Fatone (con Kym Johnson).

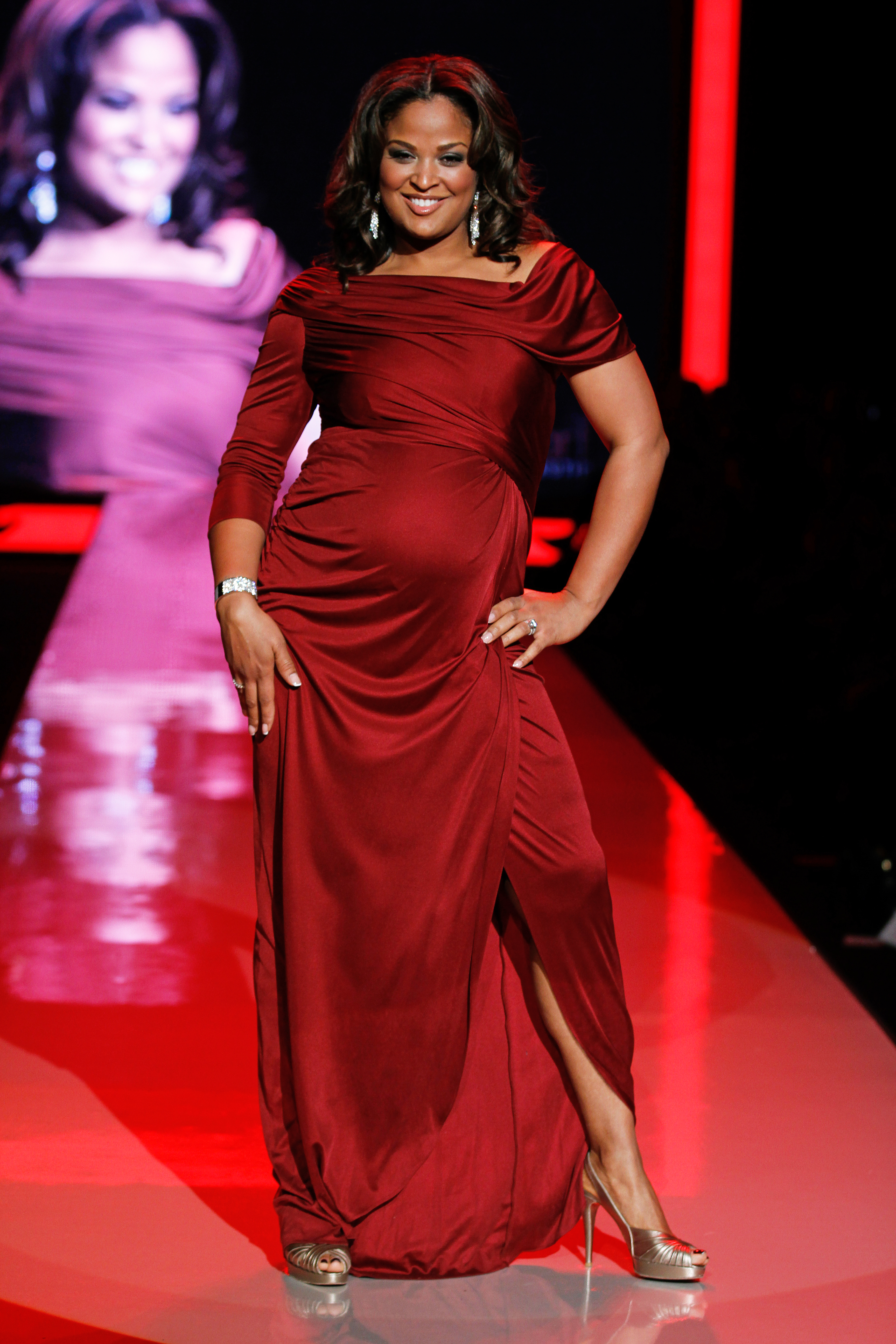
Ali modcella allo show di moda Heart Truth del 2011

Ali ha ospitato il revival di American Gladiators insieme a Hulk Hogan. Lo spettacolo è stato presentato per la prima volta nel gennaio 2008. Ali e il cast di American Gladiators sono apparsi nello show della NBC Celebrity Family Feud ( Roker ) in un episodio andato in onda l'8 luglio 2008. Ali si è unita al team della CBS come collaboratrice corrispondente su The Early Show con la sua prima apparizione all'inizio di gennaio 2008.
Ha ospitato The N's Student Body, un reality show su The N. Ali è apparsa anche in un episodio del 2007 di Yo Gabba Gabba!, intitolato "Train", in un breve numero di ballo, e in Love That Girl, episodio 3.4, "Fighting Shape".
Nel 2012, Ali è stata scelta per ospitare Everyday Health insieme a Ethan Zohn e Jenna Morasca. Lo spettacolo è andato in onda su ABC il sabato mattina e ha descritto le persone comuni che vivono con problemi di salute, che aspiravano a non lasciare che i loro problemi impedissero loro di aiutare gli altri o fare cose straordinarie.  Lo spettacolo è durato una stagione. Sempre nel 2012, Ali è apparsa in uno spot pubblicitario di Kohl con uno slogan: "Faccio box per vincere; faccio acquisti per vincere". Ali è stata una concorrente della serie di concorsi di realtà per celebrità della NBC chiamata Stars Earn Stripes da agosto 2012 a settembre 2012.
Il 4 febbraio 2013, Ali è apparsa nella serie di realtà della NBC, The Biggest Loser nell'episodio "Lead By Example". Nell'episodio, ha boxato insieme alla squadra di Dolvett Quince, composta da Jackson Carter, Joe Ostaszewski e Francelina Morillo. Nel marzo 2013, Ali ha iniziato ad apparire come co-conduttrice in più episodi di E!, serie di talk show Fashion Police sostituituendo Giuliana Rancic, che era in maternità. Nel maggio 2013, Ali ha nuovamente sostituito Rancic, che aveva altri impegni e non ha potuto assistere allo spettacolo.
Nel maggio 2014, Ali ha partecipato a un episodio di Celebrity Wife Swap. Ha scambiato i posti con la cantante Angie Stone e ha cercato di instillare abitudini più sane nella famiglia. Nell'aprile 2013, Ali ha partecipato a due episodi di Chopped: All Stars , arrivando al round finale, gareggiando per un ente di beneficenza. Nel settembre 2013, Ali ha iniziato a ospitare All In con Laila Ali, un nuovo spettacolo nella formazione del sabato mattina della CBS "CBS Dream Team". L'anno successivo, ha iniziato a ospitare Late Night Chef Fight sulla rete via cavo FYI. Nel 2014 è apparsa nel film Falcon Rising. Era una partecipante di The New Celebrity Apprentice (noto anche come The Apprentice 15 e The Celebrity Apprentice 8) ma terminato dopo l'undicesimo episodio.
Dal 2017, Ali è l'ospite della serie DIY Home Made Simple su Oprah Winfrey Network.
Nel 2019, Ali ha partecipato alla seconda stagione di The Masked Singer come "Panda". È stata eliminata alla fine del suo episodio. Nel 2020, Ali ha partecipato in Scooby-Doo and Guess Who? nell'episodio "Il gioiello della corona della boxe".

## Vita privata
Ali è una ex musulmana.  Nel 2002, ha scritto (con il coautore David Ritz) il libro Reach! Trovare forza, spirito e potere personale. In questo libro, confida che a volte si sentiva isolata a causa della fama di suo padre. Ali ha anche trascorso del tempo in prigione e descrive i suoi arresti e gli abusi fisici che ha subito in carcere.  Ali ha sposato Johnny "Yahya" McClain il 27 agosto 2000. McClain è diventato il manager di Ali e l'ha aiutata a guidare la sua carriera. Alla fine del 2005, Ali e McClain divorziarono e McClain smise di gestire Ali.
Il 23 luglio 2007, Ali ha sposato l'ex giocatore della NFL Curtis Conway a Los Angeles. Hanno due figli insieme: un figlio nato nell'agosto 2008, e una figlia nata nell'aprile 2011. Ali è la matrigna dei tre figli di Conway. La leggenda del wrestling professionista Hulk Hogan attribuisce ad Ali il merito di avergli salvato la vita telefonandogli quando era depresso e aveva tendenze suicide.  Ali è la cognata dell'artista marziale misto professionista Kevin Casey, che è sposato con sua sorella Hana. Nel 2007, Ali si è ritirata dalla boxe professionistica.